# Rue Boucher-de-Perthes
La rue Boucher-de-Perthes est une rue de Lille, dans le Nord, en France. 

## Situation et accès
Située dans le quartier de Lille-Centre, la rue Boucher-de-Perthes relie la rue de Puebla au square Rameau. Elle est traversée par la rue Nationale et la rue Masséna. La rue figure parmi les îlots regroupés pour l'information statistique (IRIS No 0105 - LILLE CENTRE 5) de Lille, tels que l'Insee les a établis en 1999.

## Origine du nom
La rue honore un fondateur des études préhistoriques Boucher de Perthes

## Historique
L’origine de la rue est un chemin, raccourci du parcours le long de la digue d’inondation créée par Vauban. Ce sentier parcourait le «Blanc Ballot», à l’intérieur de la zone inondable destinée à protéger la ville en cas de siège. Le Blanc Ballot était un petit secteur relativement à sec dans cette zone parcourue par d’innombrables voies d’eau. Celle qui entourait ce petit territoire était longée par un chemin, le contour du Blanc Ballot, devenu la rue Fontaine del Saulx et le passage Fontaine del Saulx. Le Blanc Ballot compris dans la zone de servitude militaire de Lille faisait partie de la commune de Wazemmes. Ce chemin est encore rural et non construit en 1830. En 1850, il devient la rue du Blanc Ballot bordée de plusieurs maisons. Quelques maisons basses qui datent de cette époque font partie des rares constructions anciennes, antérieures à l'annexion de 1858, du quartier environnant. Ce début d’urbanisation qui se développe sur un plan de 1855 était l’extension du faubourg de la Barre qui demandait à cette époque sa constitution en commune distincte de Wazemmes. Cette séparation qui n'était pas souhaitée par les habitants du Blanc Ballot qui préféraient rester rattachés à Wazemmes fut refusée par décision du Ministre de l'Intérieur du 4 juillet 1849.
L'environnement du Blanc Ballot est bouleversé par les travaux de démolition des fortifications et de la digue dans les années 1860 préparant l’urbanisation du territoire entre l’ancienne enceinte et Wazemmes à la suite de l’annexion par la ville de Lille des communes de Wazemmes, d’Esquermes, de Moulins et de Fives en 1858.
La rue est alors intégrée dans un réseau de nouvelles voies. Elle rejoint la rue Solférino au square Rameau établi sur l’arasement de l’ancienne redoute de l’Escau et elle est croisée par la rue Nationale et la rue Masséna.
La rue du Blanc Ballot est renommée rue Boucher de Perthes en 1880.

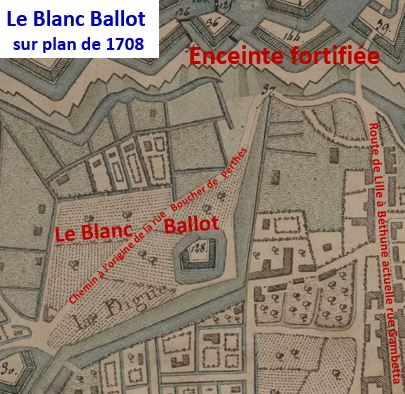
Le Blanc Ballot en 1708
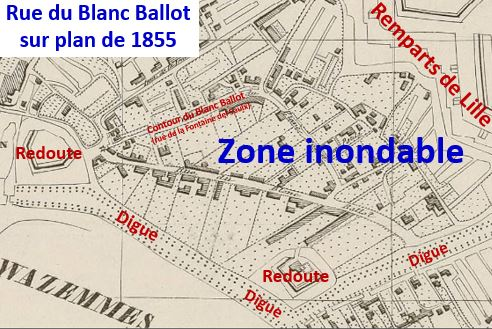
Rue du Blanc Ballot en 1855
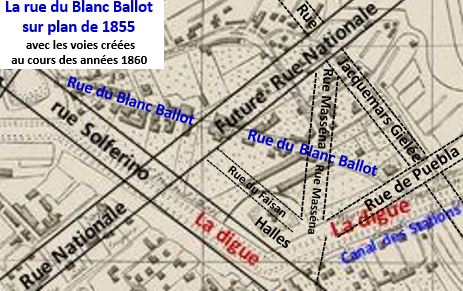
Rue du Blanc Ballot en 1855 avec les voies actuelles

## Bâtiments remarquables et lieux de mémoire

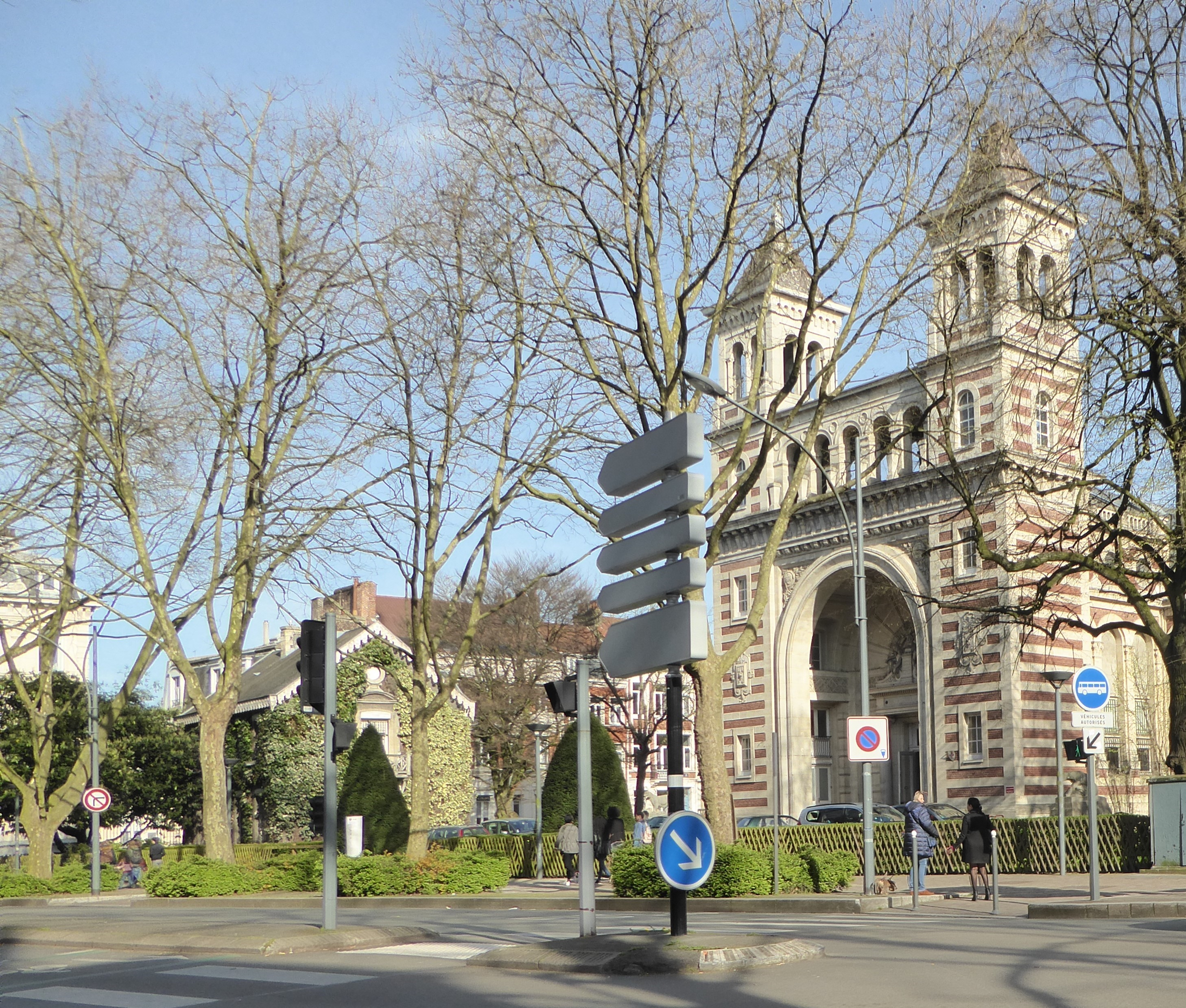
Le square Rameau et le Palais Rameau

- Le Palais Rameau a fait l’objet d’une inscription au titre des monuments historiques depuis le 9 septembre 2002[5]